# Burghers
Els Burghers o els Dutch Burghers formen un grup euro-asiàtic de la població de Sri Lanka, descendents dels colonialistes portuguesos, neerlandesos i anglesos que als segles xvi i xvii van mestissar-se amb els singalesos i tàmils. El nom prové d'una ortografia antiga del mot neerlandès burger que significa burgès, parent amb la paraula burg.

Percentatges de Burghers per districte de Sri Lanka. Data de 2001 o 1981 (itàlic)

 Sovint tenen cognoms anglesos, neerlandesos o portuguesos. El 2012 eren 37.061 sobre una població total de 20,2 milions. També a Malaca i a Austràlia hi ha comunitats de Burghers importants. El seu nombre total s'estima a uns 100.000 persones.
El mestissatge molt divers i el temps van fer que no tenen cap fesonomia particular, de vegades predominen trets europeus, de vegades trets asiàtics, de vegades cap. La majoria parla anglès o una llengua criolla feta de portuguès, singalès i tàmil. La seva cultura és una mescla rica d'elements occidentals i orientals. La comunitat és orgullosa dels seus orígens i moltes famílies tenien un stamboek (paraula neerlandesa per a llibre de la descendència). A Sri Lanka, es van organitzar i fundar una associació, la Dutch Burgher Union of Ceylon.

## Burghers famosos
- Quint Ondaatje
- Michael Ondaatje, escriptor del llibre The English Patient.